# Татабанья
Та́табанья, Татабаня (угор. Tatabánya) — місто в Угорщині, адміністративний центр медьє Комаром-Естерґом.

## Географія
Місто розташоване в долині між гірськими хребтами Герече та Вертеш, приблизно за 55 км від столиці Будапешту. Завдяки своєму вдалому розташуванню місто є залізничним та автомобільним вузлом, так автомагістраль М1 (також європейські маршрути E60, E75) від Відня до Будапешта проходить на околиці міста, а також залізнична лінія Відень-Будапешт.

## Історія
Археологічні знахідки доводять, що на місці сучасного міста розташовувалися три історичні поселення — Альшогалла, Фельшегалла і Банхіда. Банхіда є найдавнішим поселенням, воно вперше згадується 1288 року.
У XVI столітті цю територію окупували турки-османи. Приблизно в цей час жителі стали протестантами. Після звільнення від османів наприкінці XVII століття територію заселили римо-католицькими німецькими та словацькими поселенцями. 1787 року в Альшогаллі проживало 580 осіб, у Фельшегаллі — 842 жителі. Приблизно в цей час були виявлені родовища вугілля в цьому районі. Населення почало зростати першій половині ХІХ століття і в цей час була сформована нова шахтарська колонія, яка пізніше розвинулася в село Татабанья.
Після закінчення Другої світової війни комуністичним урядом країни було прийнято програму індустріалізації, у межах якої планувалося перетворення кількох малих угорських міст на великі індустріальні центри. У 1947 році три історичні села та шахтарське селище Татабанья були об'єднанні в місто, в якому почалося масштабне будівництво. Альшогалла, Фельшегалла та Банхіда стали міськими районами. У 1950 році місто стало адміністративним центром медьє Комаром-Естергом.
Падіння комуністичного уряду в 90-х роках знизило економічну роль важкої та гірничодобувної промисловості міста, стався значний відтік населення. Структура економіки міста сильно змінилася.

## Населення
За даними перепису 2011 року, місто Татабанья мало 66 475 мешканців. З етнічної точки зору, більшість жителів (93,23 %) були угорці, з меншістю німців (2,91 %) і ромів (2,06 %). Етнічна приналежність невідома для 0,76 % жителів.
Не сповідують релігію (32,76 %), римо-католики (26,05 %), реформати (6,08 %), атеїсти (2,06 %) і лютерани (1,03 %). Для 31,52 % жителів релігійна приналежність невизначена.

## Інфраструктура

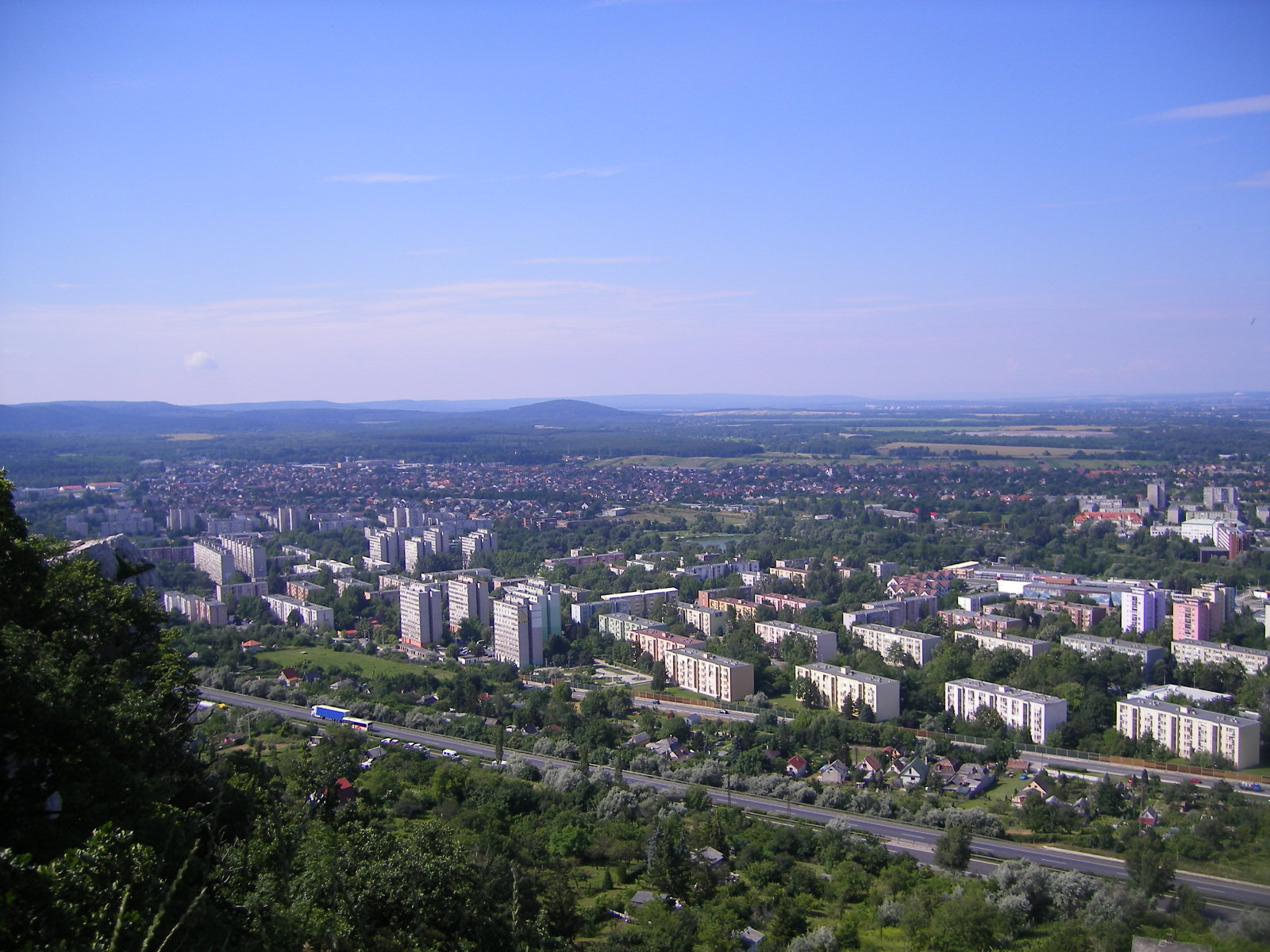
Житлова забудова, Татабанья

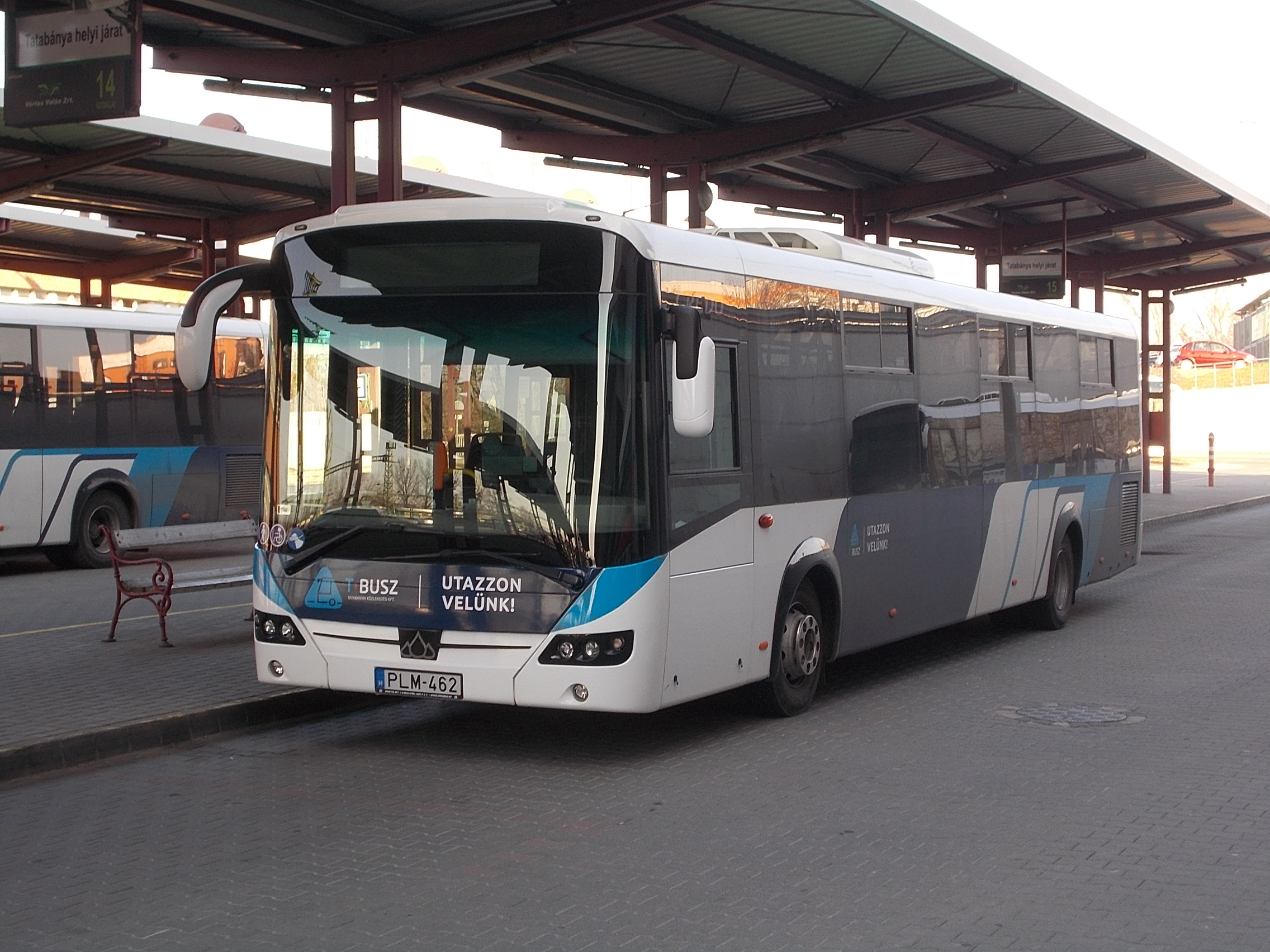
Міський автовокзал

Згідно з переписом 2001 року місті було 28 912 домогосподарств, 92 % з них мали центральне опалення та телефонний зв'язок. 98 % доріг міста з твердим покриттям, налагоджено курсування міського транспорту.

## Визначні пам'ятки
- Пам'ятник Турулу. Пам'ятник, що зображує птицю Турул, зображену на гербі міста, встановлено на вершині гори.
- Печера Селім. Знаходиться у горах Герече.
- Гірські хребти Герече та Вертеш. Порослі лісом пагорби.

## Освіта
У місті розташовані: 2 коледжі, 10 середніх та 16 початкових навчальних заклади. З 1992 року працює університет.

## Спорт
Місті базується футбольна команда Татабанья, заснована 1910 року, яка грає у вищій лігі угорської першості.

## Відомі особи
- Віктор Кашшаї (нар. 10 вересня 1975) — колишній угорський футбольний арбітр.
- Ласло Ковач (24 квітня 1951 — 30 червня 2017) — угорський футболіст.
- Ева Черновіцкі (нар. 16 жовтня 1986) — угорська дзюдоїстка.
- Ільдіко Шош (нар. 27 грудня 1976) — угорська ватерполістка.
- Янош Такач (нар. 17 квітня 1967 — угорський борець греко-римського стилю.

## Міста-побратими
- Аален, Німеччина (1987)
- Банська Штявниця, Словаччина (2017)
- Бендзин, Польща (2000)
- Крайстчерч, Великобританія (1992)
- Ферфілд, США (1993)
- Одорхею-Секуєск, Румунія (2000)

Дружні міста
Місто також підтримує партнерські відносини з:
- Арад, Румунія
- Хогезанд-Саппемер, Нідерланди
- Нове Замки, Словаччина
- Сен-Ло, Франція

## Світлини

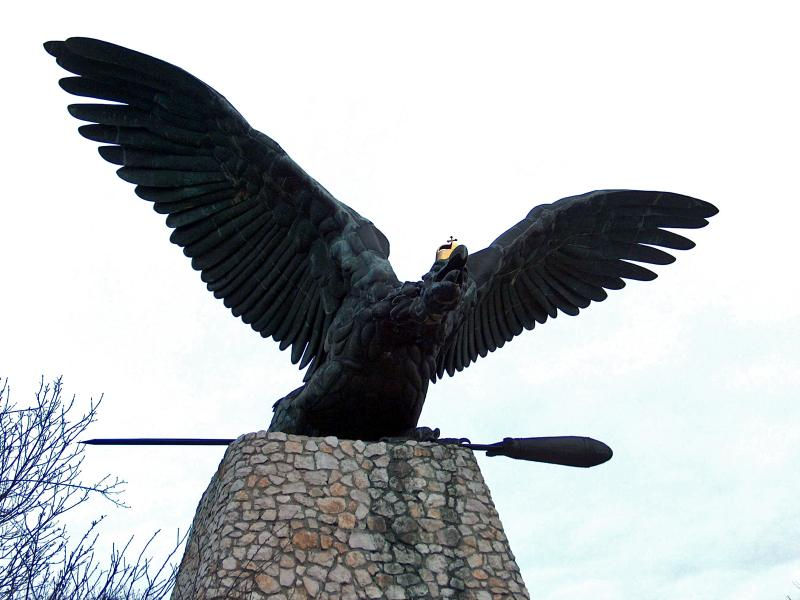
Пам’ятник, який височіє над містом з гори Герече
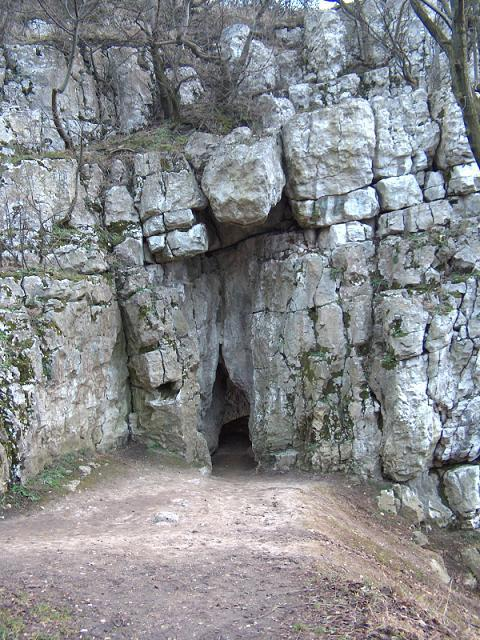
Печера Селім
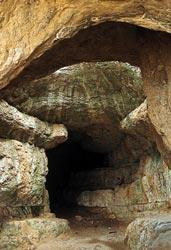
Печера Селім
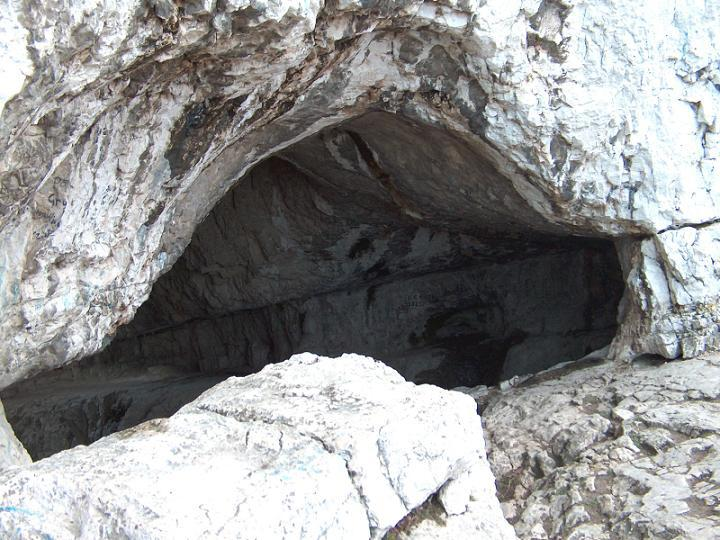
Печера Селім
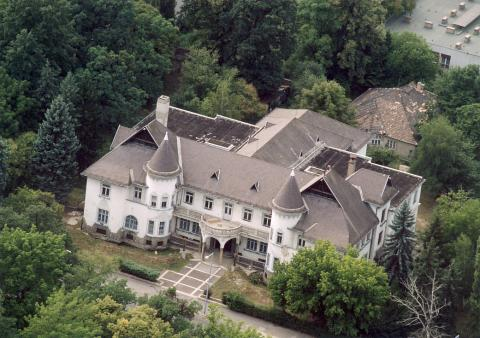
Будинок з тюльпанами
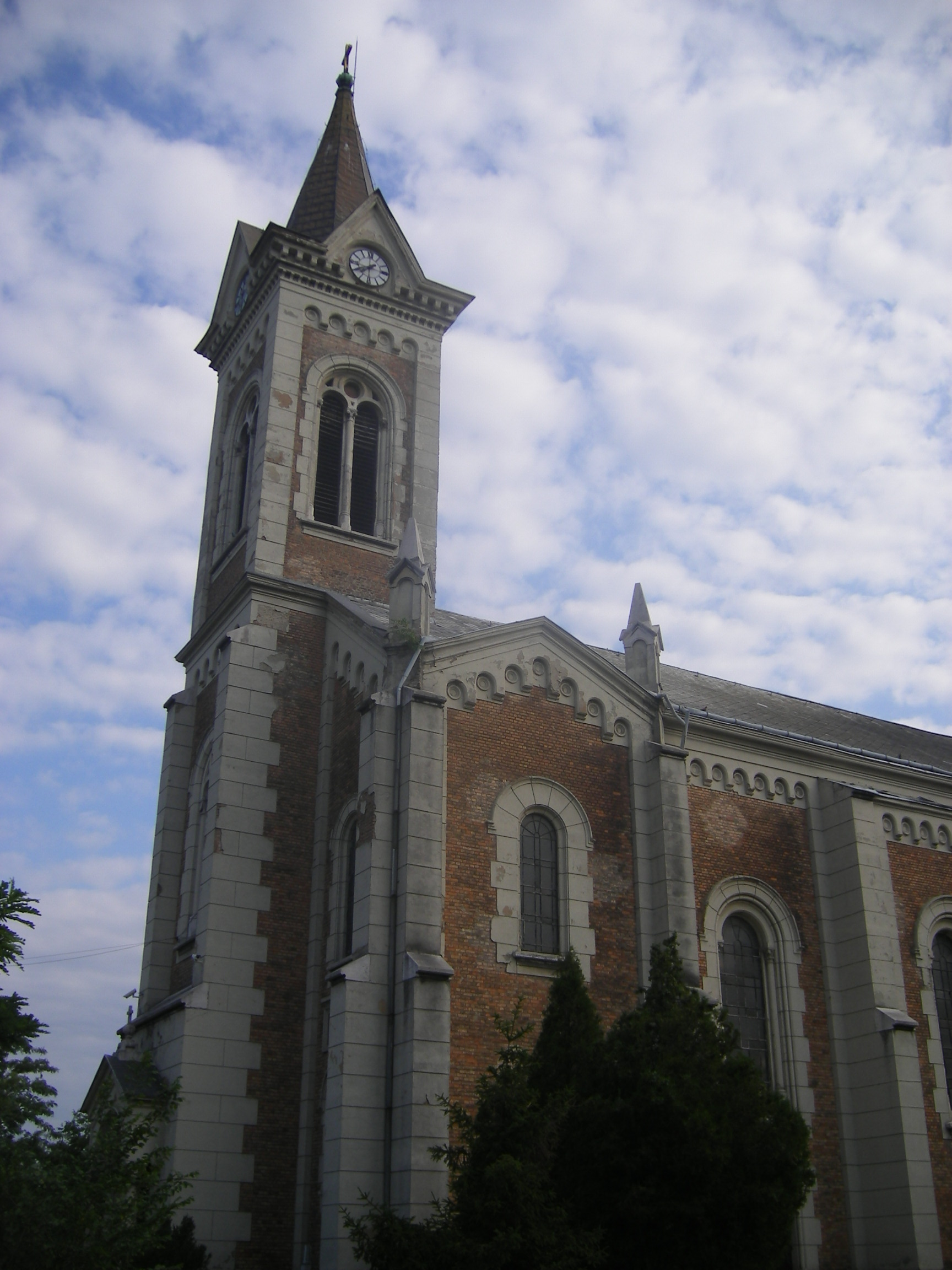
Католицький костел